# Кантон (Оклахома)
Кантон (англ. Canton) — місто (англ. town) в США, в окрузі Блейн штату Оклахома. Населення — 468 осіб (2020).

## Географія
Кантон розташований за координатами 36°3′18″ пн. ш. 98°35′18″ зх. д. / 36.05500° пн. ш. 98.58833° зх. д. (36.054958, -98.588357).  За даними Бюро перепису населення США в 2010 році місто мало площу 1,35 км², уся площа — суходіл.

## Демографія
Згідно з переписом 2010 року, у місті мешкало 625 осіб у 231 домогосподарстві у складі 153 родин. Густота населення становила 464 особи/км².  Було 311 помешкання (231/км²).
Расовий склад населення:
| - 73,0 % — білих - 18,6 % — корінних американців - 0,2 % — азіатів - 2,2 % — осіб інших рас |

До двох чи більше рас належало 6,1 %. Частка іспаномовних становила 7,2 % від усіх жителів.
За віковим діапазоном населення розподілялося таким чином: 29,8 % — особи молодші 18 років, 55,8 % — особи у віці 18—64 років, 14,4 % — особи у віці 65 років та старші. Медіана віку мешканця становила 33,5 року. На 100 осіб жіночої статі у місті припадало 83,8 чоловіків;  на 100 жінок у віці від 18 років та старших — 91,7 чоловіків також старших 18 років.
Середній дохід на одне домашнє господарство  становив 59 392 долари США (медіана — 51 136), а середній дохід на одну сім'ю — 75 923 долари (медіана — 75 313). За межею бідності перебувало 8,8 % осіб, у тому числі 9,7 % дітей у віці до 18 років та 18,8 % осіб у віці 65 років та старших.
Цивільне працевлаштоване населення становило 180 осіб. Основні галузі зайнятості: освіта, охорона здоров'я та соціальна допомога — 21,7 %, роздрібна торгівля — 15,0 %, сільське господарство, лісництво, риболовля — 12,8 %, виробництво — 11,7 %.